# Отчаянные дольщики
«Отча́янные до́льщики» — российский фильм в жанре криминальная комедия Ильи Фарфеля. Выход в широкий прокат в кинотеатрах на территории Российской Федерации состоялся 28  апреля 2022 года.

## Сюжет
Фильм рассказывает о непорядочном застройщике, который двум семейным парам вместо домов дал котлованы, в результате чего они решили с этим бороться и взяли в заложники директора компании, которая построила им дома.

## В ролях
| Актёр                 | Роль             |
| --------------------- | ---------------- |
| Михаил Трухин         | Григорий         |
| Максим Лагашкин       | Олег Стацкий     |
| Екатерина Стулова     | Инга             |
| Никита Кологривый     | Ден              |
| Ольга Веникова        | Алёна            |
| Александра Флоринская | Светлана Стацкая |
| Григорий Сиятвинда    | Лёня Олимпиада   |